# Bethany (Pensilvânia)
Bethany é um distrito localizado no estado norte-americano de Pensilvânia, no Condado de Wayne.

## Demografia
Segundo o censo norte-americano de 2000, a sua população era de 292 habitantes. 
Em 2006, foi estimada uma população de 287, um decréscimo de 5 (-1.7%).

## Geografia
De acordo com o United States Census Bureau tem uma área de 
1,3 km², dos quais 1,3 km² cobertos por terra e 0,0 km² cobertos por água.

## Localidades na vizinhança
O diagrama seguinte representa as localidades num raio de 16 km ao redor de Bethany. 